# Estação Whitley Bay
Whitley Bay é uma estação que serve à Linha Amarela (Yellow Line) do sistema Tyne and Wear Metro, atendendo a cidade costeira de Whitley Bay, no borough de North Tyneside, condado metropolitano de Tyne and Wear, Inglaterra. A adesão à rede ocorreu em 11 de agosto de 1980, na sequência da abertura da primeira fase do sistema, entre as estações Haymarket e Tynemouth via Four Lane Ends.

## História
Em 1860, a Blyth and Tyne Railway abriu sua linha entre a cidade de Tynemouth e a junção de Dairy House, ao sul da vila de Hartley, na Nortúmbria. A estação original que servia à cidade chamava-se Whitley e estava localizada a cerca de 600 metros a oeste do local atual. No entanto, esta funcionou apenas durante quatro anos, sendo encerrada em 1864 e substituída por outra a norte, adjacente à atual Estação Monkseaton.
Em 1882, a North Eastern Railway abriu sua rota costeira entre Tynemouth e Monkseaton, substituindo a rota interior da Blyth and Tyne, e uma nova estação foi inaugurada no mesmo ano, também chamada de Whitley (esta foi renomeada de Whitley Bay em 1899).
A partir de 1904, Whitley Bay passou a ser servida pelos trens elétricos da North Eastern. Os serviços elétricos se tornaram tão populares entre os moradores de Whitley Bay que necessitavam viajar a Newcastle para trabalhar, bem como aqueles que visitavam a cidade para um dia de folga ou um feriado, que uma nova estação se tornou uma necessidade, e acabou por ser inaugurada em outubro de 1910. O historiador da arquitetura Nikolaus Pevsner disse, mais tarde, que o novo edifício empresta "alguma distinção a uma vizinhança indistinta".
Os "Tyneside Electrics" foram retirados pela British Rail em 1967 e substituídos por unidades múltiplas a diesel. Os trens a diesel forneciam um serviço mais lento e os trens passaram a operar com intervalos de 30 minutos em vez de 20, embora um serviço expresso de parada limitada também operasse a cada hora.
Em preparação para sua segunda conversão para a operação de trens elétricos, desta vez para se juntar ao sistema Tyne and Wear Metro, a estação perdeu seus serviços para Newcastle via Monkseaton em 23 de janeiro de 1978, e foi totalmente fechada em 10 de setembro de 1979. Reabriu em 11 de agosto 1980, o primeiro dia de serviço do Metrô. As principais mudanças envolvidas na conversão foram o encurtamento do galpão de trens em cada extremidade das plataformas e a substituição da passarela original, sem outras grandes mudanças feitas a partir de 2014. O edifício principal da estação e o galpão de trens receberam o status de edifício listado como Grau II pelo Patrimônio Histórico Inglês em 1986.

## Facilidades
As instalações da estação incluem um café, bicicletário e estacionamento gratuito limitado. Há também um ponto de ônibus e uma praça de táxis externas à estação.

## Serviços

Mapa geograficamente preciso do Tyne and Wear Metro (Green Line e Yellow Line)

Em abril de 2021, a estação era servida por até 5 trens por hora durante a semana e aos sábados, e até 4 trens por hora durante a noite e aos domingos.
Material rodante: Class 994 Metrocar
|  |  |  |  |  |  |  |

|  |  |  |  |  |  |

| Zona C |
| Zona B |

|  |  |  |  |  |  |

|  |  |  |  |  |  |

|  |  |  |  |

|  |  |  |  |

| Zona C |
| Zona B |

|  |  |  |  |

|  |  |  |  |

|  |  |  |  |

| Zona B |
| Zona A |

|  |  |  |  |  |  |  |

|  |  |  |  |  |

| Zona B |
| Zona A |

|  |  |  |  |  |

|  |  |  |  |  |

|  |  |  |  |  |

|  |  |  |  |  |

|  |  |  |  |  |  |  |

|  |  |  |  |  |  |

|  |  |  |

|  |  |  |

| Zona A |
| Zona B |

|  |  |  |

|  |  |  |

|  |  |  |  |  |

|  |  |  |  |

|  |  |

|  |  |

| Zona B |
| Zona C |

|  |  |

|  |  |

|  |  |

|  |  |

|  |  |

|  |  |

|  |

|  |

|  |

|  |

|  |

|  |

|  |

|  |  |  |  |  |  |  |

|  |  |  |  |  |  |

| Zona C |
| Zona B |

|  |  |  |  |  |  |

|  |  |  |  |  |  |

|  |  |  |  |

|  |  |  |  |

| Zona C |
| Zona B |

|  |  |  |  |

|  |  |  |  |

|  |  |  |  |

| Zona B |
| Zona A |

|  |  |  |  |  |  |  |

|  |  |  |  |  |

| Zona B |
| Zona A |

|  |  |  |  |  |

|  |  |  |  |  |

|  |  |  |  |  |

|  |  |  |  |  |

|  |  |  |  |  |  |  |

|  |  |  |  |  |  |

|  |  |  |

|  |  |  |

| Zona A |
| Zona B |

|  |  |  |

|  |  |  |

|  |  |  |  |  |

|  |  |  |  |

|  |  |

|  |  |

| Zona B |
| Zona C |

|  |  |

|  |  |

|  |  |

|  |  |

|  |  |

|  |  |

|  |

|  |

|  |

|  |

|  |

|  |

|  |

## Arte
Em 1983, a obra de arte Passing, de Ian Patience, foi instalada no hall de entrada da plataforma 2. Ela retrata uma família em um passeio na praia, e também mostra uma paisagem marinha noturna no painel central.